# Gradišče, Šmartno pri Litiji
Gradišče je naselje v Občini Šmartno pri Litiji. Gručasto naselje Gradišče s pripadajočima zaselkoma Dobovec in Zelenec leži na prisojnem pobočju hriba Gradišče (455 m nm) nad Jablaniško dolino.  Vsega skupaj šteje le 89 prebivalcev. Vaščani se ukvarjajo z živinorejo, sadjarstvom in gozdarstvom.

## Zgodovina
Na planoti Roven (539 m), na lepi razgledni točki stoji cerkev sv. Marije Magdalene. Prvi zapis o njej je iz leta 1526.
Zidava prve cerkvice je bila preprosta; šlo je le za sobo z lesenim ometanim stropom. Obok nad prezbiterijem v obliki male kupole je bil gotovo mlajši. V prvi svetovni vojni so vojaki sneli zvonove in jih pretopili v strelivo. Leta 1924 so naročili nova zvonova v zvonarni Št. Vid. Na prvem, ki tehta 147 kg sta upodobljena sv. križ in sv. Jožef. Dodan je napis: Treska in hudega vremena reši nas o Gospod. Po svetovni vojni napravila soseka Gradišče. Na drugem, ki tehta 281 kg, je upodobljeno srce Jezusovo, Sv. Filip in Jakob ter sv. Marija Magdalena. Slava Bogu na višavah in mir ljudem na zemlji. Vsem dobrotnikom poplačaj Bog, je še zapisano.
Septembra leta 1944 so Nemci cerkev požgali, ko so iz Gradiških Laz s protiletalskim topom streljali nanjo. Zgorelo je ostrešje in vsa notranja oprema. Zvonik je ostal nepoškodovan, saj ognjeni zublji niso dosegli lesenih skodel na strehi.
Leta 1968 so pričeli z obnovo cerkve. Na zunanji steni so naredili vez in nato še streho, nad oltarjem pa betonsko kupolo. 1987. leta je bil zvonik prekrit z bakrom. Oltarno sliko je leta 1976 naslikal akademski slikar Tomaž Perko iz Dolenje vasi pri Cerknici. 23. septembra 1979 je bila prenovljena cerkev blagoslovljena.
Cerkev je videna vse od Zg. Loga, Litije, Sitarjevca, Zavrstnika, Cerkovnika, Gradiških Laz in z vseh okoliških hribov. Kot obramba proti Turkom je tu stalo utrjeno gradišče. Poleg cerkve je na vzpetini arheološko najdišče prazgodovinske halštatske naselbine iz 10. stol. pr. n. št. Izkopanine hranijo na Dunaju.
Alojz Lambergar pripoveduje: 
„Gradišče je majhna vasica na obronku Jablaniške doline. Vas se imenuje po gradu, ki naj bi nekoč stal v vasi. To vem le po pripovedovanju mojega očeta, vidnejših razvalin pa ni. Pravijo tudi, da naj bi bilo tu zakopano zlato tele, ki so ga kasneje iskali. Na hribčku v vasi stoji majhna cerkvica, katere zavetnica je sv. Marija Magdalena. 
Nekoč so postavili kapelico ali križ tudi za to, da so se zahvalili za srečno vrnitev."